# Samuel Kodaj
Samuel Kodaj (12. října 1922 Myjava – 5. února 1992 Trenčín) byl slovenský a československý generál, politik Komunistické strany Slovenska, poúnorový poslanec Národního shromáždění ČSR a Národního shromáždění ČSSR a poslanec Sněmovny lidu a Sněmovny národů Federálního shromáždění v době normalizace. Během pražského jara představitel konzervativní protireformní levice.

## Biografie
Zastával významné funkce ve slovenské i celostátní komunistické straně. V roce 1957 se uvádí jako kandidát Ústředního výboru Komunistické strany Slovenska, v letech 1958–1989 pak jako člen ÚV KSS. XI. sjezd KSČ ho také zvolil za kandidáta Ústředního výboru Komunistické strany Československa.
Po desítky let rovněž zasedal v nejvyšších zákonodárných sborech. Ve volbách roku 1954 byl zvolen do Národního shromáždění za KSS ve volebním obvodu Levice. Mandát získal i ve volbách v roce 1960 (nyní již jako poslanec Národního shromáždění ČSSR za Západoslovenský kraj) a volbách v roce 1964. V Národním shromáždění zasedal až do konce jeho funkčního období v roce 1968. K roku 1954 se profesně uvádí jako podplukovník a nositel Řádu Slovenského národního povstání.
Během pražského jara byl představitelem konzervativní protireformní levice v KSČ, ovšem s některými rysy slovenského národovectví. 11. května 1968 v interview pro slovenský oficiální komunistický list Pravda připustil v rámci debat o budoucím státoprávním uspořádání možnost zřízení branné kanceláře při Slovenské národní radě, která by se vyjadřovala k armádním otázkám, a prosazoval, aby většina slovenských branců sloužila na Slovensku. V roce 1968 označil v parlamentu prohlášení Dva tisíce slov, které napsal Ludvík Vaculík, za kontrarevoluční dokument. Čelil pak rozsáhlé kritice proreformně naladěné veřejnosti. Na tajné schůzi komunistických poslanců měl Kodaj rovněž ještě před Srpnem prosazovat vyhlášení stanného práva a represe proti nejradikálnějším reformistům.
Jeho kariéra pokračovala i po invazi vojsk Varšavské smlouvy do Československa za nastupující normalizace. V prvních dnech okupace však byl invazními vojsky zbaven funkce správce posádky ČSLA v Trenčíně a dočasně vzat pod ochranu. Po federalizaci Československa nicméně usedl roku 1969 za KSS do Sněmovny lidu Federálního shromáždění (volební obvod Zlatovce). Mandát získal i ve volbách v roce 1971, nyní jako člen Sněmovny národů, a znovu ve volbách v roce 1976 a 1981. V parlamentu setrval do konce volebního období, tedy do roku 1986.
Zastával i významné funkce v československé lidové armádě. V letech 1968–1982 byl v hodnosti generálplukovníka velitelem Východního vojenského okruhu.

## Vyznamenání
- Řád Slovenského národního povstání, II. třídy, 1945
- Československý válečný kříž 1939, 1946
- Vyznamenání Za zásluhy o obranu vlasti, 1955
- Vyznamenání Za zásluhy o výstavbu, 1958
- Řád rudé hvězdy , 1959
- Medaile za vítězství nad Německem ve Velké vlastenecké válce 1941–1945, (SSSR) 1972
- Řád práce 1972
- Pamětní medaile k 25. výročí Vítězného února, 1973
- Řád rudé zástavy, 1977
- Řád Vítězného února 1982